# Horse Cave
Horse Cave è un comune degli Stati Uniti d'America, situato nello Stato del Kentucky, nella contea di Hart.